# Шаф ди Пон
Шаф ди Пон (фр. Chef-du-Pont) насеље је и општина у северној Француској у региону Доња Нормандија, у департману Манш која припада префектури Шербур-Октевил.
По подацима из 2011. године у општини је живело 723 становника, а густина насељености је износила 191,27 становника/km². Општина се простире на површини од 3,78 km². Налази се на средњој надморској висини од 8 метара.

## Демографија
| 1962. | 1968. | 1975. | 1982. | 1990. | 1999. | 2011. |
| ----- | ----- | ----- | ----- | ----- | ----- | ----- |
| 785   | 826   | 807   | 817   | 834   | 745   | 723   |

График промене броја становника у току последњих година